# 1962年のナショナルリーグ優勝決定プレイオフ

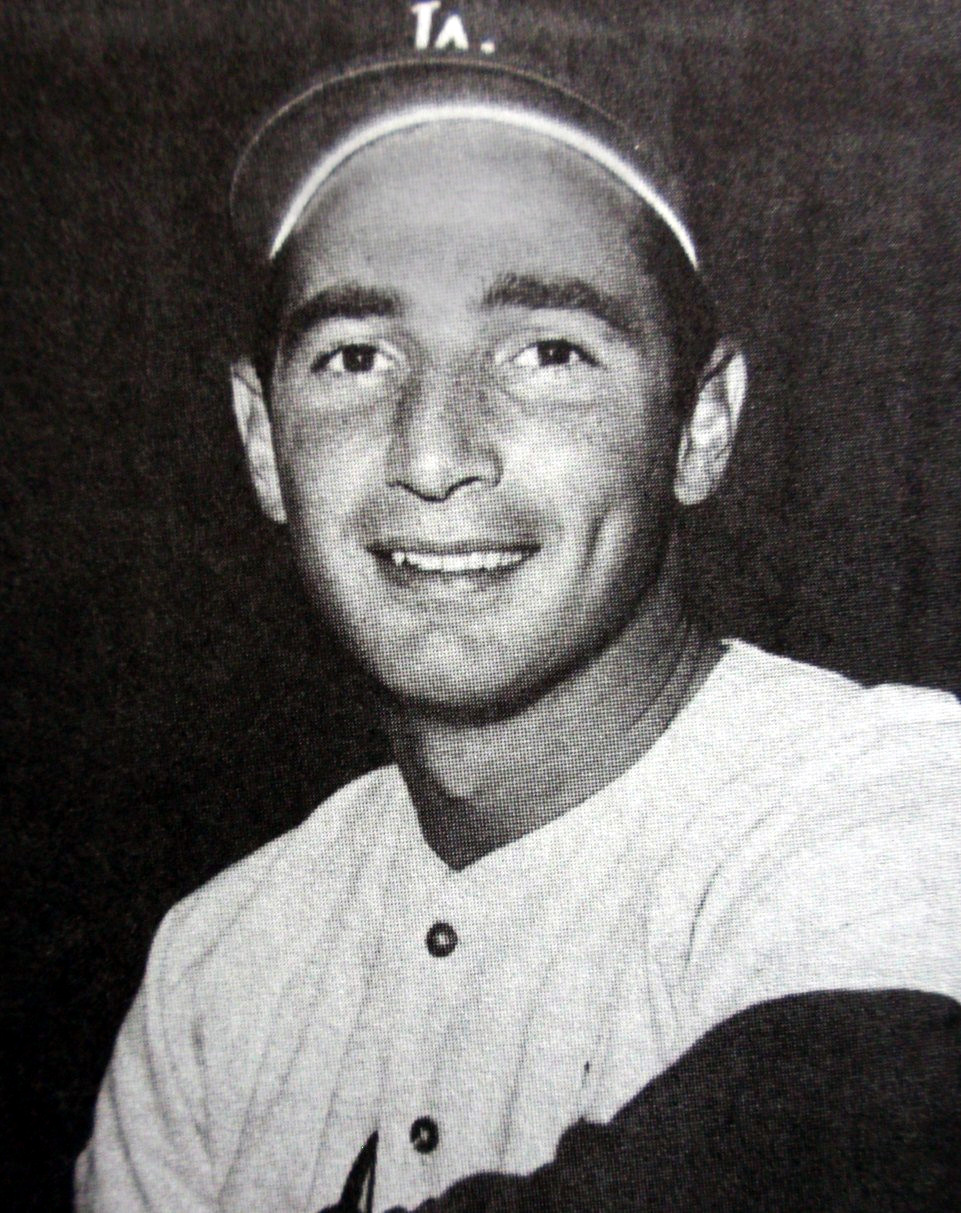
第1戦で敗戦投手になったサンディー・コーファックス（写真は1965年）

1962年のナショナルリーグ優勝決定プレイオフは、1962年10月1日から10月3日にかけて、サンフランシスコ・ジャイアンツとロサンゼルス・ドジャースの間で行われたナショナルリーグ優勝決定戦である。

## 概要
ニューヨーク・メッツとヒューストン・コルト45'sが加わり、162試合制で迎えた最初のシーズンは7月に首位に立ったドジャースをジャイアンツが追走する展開が続き、9月15日終了時点でドジャースはジャイアンツに4ゲーム差を付けていたが、ドジャースは翌日からの残り13試合を3勝10敗と大きく負け越し、最終戦でジャイアンツに101勝61敗で並ばれ、3試合制のプレイオフが実施される事になった。
なお、1969年より地区制が導入されたため、3試合制のプレイオフ開催はこの年が最後となっている。

## 試合結果
表中のRは得点、Hは安打、Eは失策を示す。日付は現地時間。

### 第1戦 10月1日
カリフォルニア州サンフランシスコ - キャンドルスティック・パーク
|              | 1 | 2 | 3 | 4 | 5 | 6 | 7 | 8 | 9 | R | H  | E |
| ------------ | - | - | - | - | - | - | - | - | - | - | -- | - |
| ドジャース   | 0 | 0 | 0 | 0 | 0 | 0 | 0 | 0 | 0 | 0 | 3  | 1 |
| ジャイアンツ | 2 | 1 | 0 | 0 | 0 | 2 | 0 | 3 | X | 8 | 10 | 0 |

1. 勝利：ビリー・ピアース(16-6)
2. 敗戦：サンディー・コーファックス(14-7)
3. 本塁打
LAD：なし
SFG：ウィリー・メイズ48号2ラン（1回コーファックス）・49号ソロ（6回シェリー）、ジム・ダベンポート14号ソロ（2回コーファックス）、オーランド・セペダ35号ソロ（6回シェリー）
4. 観客動員数: 32,652人　試合時間: 2時間39分

ジャイアンツは初回、2死からフェリペ・アルーが2塁打で出塁すると、続くメイズが右中間に2ランを放ち先制。さらに2回、先頭のダベンポートにソロ、続くエド・ベイリーにも右前打を打たれたところでコーファックスは早くも降板。6回には3番手シェリーからメイズとセペダの連続アーチで2点を追加すると、8回には2死満塁からホセ・パガンが走者一掃の2塁打を放ち8-0。ジャイアンツ先発のピアースはドジャース打線を散発3安打に抑え完封、ジャイアンツが王手。

### 第2戦 10月2日
- カリフォルニア州ロサンゼルス - ドジャー・スタジアム

|              | 1 | 2 | 3 | 4 | 5 | 6 | 7 | 8 | 9 | R | H  | E |
| ------------ | - | - | - | - | - | - | - | - | - | - | -- | - |
| ジャイアンツ | 0 | 1 | 0 | 0 | 0 | 4 | 0 | 2 | 0 | 7 | 13 | 1 |
| ドジャース   | 0 | 0 | 0 | 0 | 0 | 7 | 0 | 0 | 1 | 8 | 7  | 2 |

1. 勝利：スタン・ウィリアムズ(14-12)
2. 敗戦：ボビー・ボーリン(7-3)
3. 観客動員数: 25,321人　試合時間: 4時間18分

ジャイアンツは2回、ドジャース先発ドン・ドライスデールからアルーの2塁打で先制、6回には1死2、3塁からドライスデールの悪送球とチャック・ヒラー、ダベンポートの連続適時打で3点を追加しドライスデールをKO。ところがその裏、5回までドジャースを2安打に抑えていたジャイアンツ先発のジャック・サンフォードは先頭のジム・ギリアムを歩かせたところで風邪による疲労のため降板、代わったステュー・ミラーからデューク・スナイダーが2塁打を放つと続くT.デービスの犠飛でまず1点、ウォーリー・ムーンが歩き1死1、3塁からフランク・ハワードの適時打で2点目が入り、3番手ビリー・オデールから代打ダグ・カミリが右前打で続くと、代打アンディ・キャリーが死球で押し出し、オデールをリリーフしたラーセンから代打リー・ウォールスが走者一掃の2塁打を放ち6-5と逆転、さらにモーリー・ウィルスの1ゴロで一塁手セペダが本塁へ送球もセーフになり7-5。リードを奪ったドジャースは7回からロン・ペラノスキーを投入し逃げ切りを図るが、ジャイアンツは8回にダベンポートとメイズの連打で無死1、2塁とすると代わったジャック・スミスから代打ベイリーの中前打で1点差とし、なおも1死満塁として5番手ウィリアムズからジョン・オーシノが犠飛を放ち7-7と追いつく。しかしドジャースは9回、1死満塁からロン・フェアリーがこの回4人目の8番手マイク・マコーミックから中堅へ犠飛を放ち、4時間18分の死闘に終止符を打った。

### 第3戦 10月3日
- カリフォルニア州ロサンゼルス - ドジャー・スタジアム

|              | 1 | 2 | 3 | 4 | 5 | 6 | 7 | 8 | 9 | R | H  | E |
| ------------ | - | - | - | - | - | - | - | - | - | - | -- | - |
| ジャイアンツ | 0 | 0 | 2 | 0 | 0 | 0 | 0 | 0 | 4 | 6 | 13 | 3 |
| ドジャース   | 0 | 0 | 0 | 1 | 0 | 2 | 1 | 0 | 0 | 4 | 8  | 4 |

1. 勝利：ドン・ラーセン(5-4)
2. セーブ：ビリー・ピアース(1)
3. 敗戦：エド・ローバック(7-3)
4. 本塁打
SFG：なし
LAD：トミー・デービス27号2ラン（6回マリシャル）
5. 観客動員数: 45,693人　試合時間: 3時間00分

ジャイアンツは3回にドジャース先発ジョニー・ポドレスからハービー・キーンの適時打とヒラーの犠飛で2点を先制。しかしドジャースは4回にジャイアンツ先発フアン・マリシャルからハワードの3ゴロで1点を返すと、6回には無死1塁からT.デービスが2ランを放ち逆転、さらに7回には安打で出塁のウィルスがこの年103個目の盗塁となる2盗を決めるとさらに3盗を狙い、これを刺そうとした捕手ベイリーの送球が悪送球となり、ウィルスが生還し2点差。そのまま迎えた9回表、ジャイアンツは6回途中からポドレスをリリーフしたローバックを攻め、安打と2四球で1死満塁とするとメイズが投手強襲の内野安打で1点差とし、代わったウィリアムズからセペダが犠飛を放ち同点。なおもベイリーが敬遠で2死満塁とすると、続くダベンポートが押し出しの四球で勝ち越し、続くパガンの2ゴロを二塁手ラリー・バーライトが失策し2点差。逆転したジャイアンツはその裏第1戦完封のピアースが登板、簡単に2死を取ると最後は代打ウォールスを中飛に打ち取り、ジャイアンツが翌日からのニューヨーク・ヤンキースとのワールドシリーズに駒を進めた。